# Nicanores de Boñar
Los nicanores de Boñar son un dulce típico de la localidad de Boñar, en la provincia de León, comunidad autónoma de Castilla y León.

## Historia
En 1880 el pastelero Nicanor Rodríguez González puso en marcha un obrador en Boñar donde creó unos dulces a base de hojaldre. En aquel entonces se llamaban hojaldras, pero debido a la fama que adquirieron, con el tiempo pasaron a denominarse «nicanores» en honor de su creador.

## Descripción
Consta de una masa elaborada a base de hojaldre, harina de trigo, mantequilla y huevos, que se corta con un molde en forma de margarita, y se presentan espolvoreados con abundante azúcar glas.